# Вулиця Канівська (Черкаси)
Вулиця Ка́нівська — одна з вулиць у місті Черкаси. Знаходиться у мікрорайоні Дахнівка і є його головною транспортною артерією та частиною автошляху Р-10.

## Розташування
Вулиця є продовженням вулиці Дахнівської і простягається на північний захід та захід, де переходить у автошлях Р-10. До вулиці Канівської примикають вулиці Лісницька, Спиридона Кириченка, Нова, Лісництва, Карбишева, Бігуча та Свидівоцька.

## Опис
Вулиця широка та асфальтована, праворуч знаходяться усі будови — приватні та багатоповерхові будинки, траса для мотокросу та філія Черкасирайавтодору.

## Історія
До 1983 року вулиця називалась Мошенською на честь села Мошни, а після приєднання села Дахнівка до міста Черкаси була перейменована на честь міста Канів.